# Pouso no Sertão - Queimada, 1826
Pouso no Sertão - Queimada, 1826 ou Pouso no Sertão: Queimada ou Pouso no Sertão (Rio Pardo) é uma pintura de Aurélio Zimmermann. A obra, datada de 1920, é do gênero pintura histórica e encontra-se sob a guarda do Museu Paulista. Retrata uma paisagem de queimada composta por um conjunto de bandeirantes descansando às margens do rio Pardo, com a cena dos focos de incêndio ao horizonte.  Há também três barcos ancorados na margem do rio, onde conversam dois bandeirantes e um jesuíta, além de outros bandeirantes sentados em redes ou no chão ao largo de uma fogueira cozinhando peixes.

## Descrição
A obra é um óleo sobre tela. Suas medidas são: 100 centímetros de altura por 135 centímetros de largura. Ela faz parte da Coleção Fundo Museu Paulista, parte da Coleção Museu Paulista, onde está registrada sob o número de inventário 1-19179-0000-0000. A tela esteve localizada na Sala das monções. O quadro foi baseado no desenho Rio Pardo, de Hércules Florence. O artista descreve cenas de incêndio causados pelos próprios integrantes da expedição, como forma de diversão ao contemplar tal espetáculo.